# Municipio de St. Mary (Dakota del Norte)
El municipio de St. Mary (en inglés: St. Mary Township) es un municipio ubicado en el condado de McLean en el estado estadounidense de Dakota del Norte. En el año 2010 tenía una población de 147 habitantes y una densidad poblacional de 1,62 personas por km².

## Geografía
El municipio de St. Mary se encuentra ubicado en las coordenadas 47°37′31″N 101°29′38″O / 47.62528, -101.49389. Según la Oficina del Censo de los Estados Unidos, el municipio tiene una superficie total de 90.67 km², de la cual 86,08 km² corresponden a tierra firme y (5,06 %) 4,59 km² es agua.

## Demografía
Según el censo de 2010, había 147 personas residiendo en el municipio de St. Mary. La densidad de población era de 1,62 hab./km². De los 147 habitantes, el municipio de St. Mary estaba compuesto por el 98,64 % blancos, el 0,68 % eran amerindios y el 0,68 % eran de una mezcla de razas. Del total de la población el 0 % eran hispanos o latinos de cualquier raza.